# Preludios, Op. 31 (Alkan)
Charles-Valentin Alkan escribió 25 preludios para piano solo u órgano en 1844; fueron publicados como su Op. 31 en 1847. Estos preludios abarcan todas las 24 tonalidades mayores y menores, más un preludio adicional, el 25, compuesto en do mayor.

## Preludios, Op. 31
1. Lentement, do mayor
2. Assez lentement, fa menor
3. Dans le genre ancien, re bemol mayor
4. Prière du soir, fa sostenido menor
5. Psaume 150me, re mayor
6. Ancienne mélodie de la synagogue, sol menor
7. Librement mais sans secousses, mi bemol mayor
8. Le chanson de la folle au bord de la mer, la bemol menor
9. Placiditas, mi mayor
10. Dans le style fugué, la menor
11. Un petit rien, fa mayor
12. Le temps qui n'est plus, si bemol menor
13. J'étais endormie, mais mon cœur veillait, sol bemol mayor
14. Rapidement, si menor
15. Dans le genre gothique, sol mayor
16. Assez lentement, do menor
17. Rêve d'amour, la bemol mayor
18. Sans trop de mouvement, do sostenido menor
19. Prière du matin, la mayor
20. Modérement vite et bien caracterise, re menor
21. Doucement, si bemol mayor
22. Anniversaire, mi bemol menor
23. Assez vite, si mayor
24. Étude de velocite, mi menor
25. Prière, do mayor